# Minimo
Minimo為Mozilla精簡版的瀏覽器，這個計畫在於減少記憶體佔用與程式碼的大小，並讓此瀏覽器可在更小的螢幕上增加其可用性，並在小型消費性的裝置上運作。Minimo計畫讓所有小型裝置或系統資源受限的裝置都可以執行，加上已證實的安全性與跨平台的執行能力。
在桌上型或筆記型電腦上運行的Mozilla瀏覽器或将縮減成可在掌上型裝置運作的版本，但瀏覽網頁功能毫不遜色。對於內容開發人員，將會有更多人以無線網路來访问這些基於相同標準的網頁內容。Minimo計畫將使用32至64MB左右的記憶體。
2007年11月13日，Minimo計劃的負責人道格·特納宣布停止Minimo計劃。到2008年，Mozilla將掌上型裝置瀏覽器的重點放在另一個計劃Fennec上。